# Голубой коралл
Голубо́й кора́лл (лат. Heliopora coerulea) — вид восьмилучевых кораллов из отряда Helioporacea, выделяемый в монотипное семейство Солнечные кораллы (Helioporidae). Распространён в Индо-Тихоокеанском регионе в качестве обычного компонента сообществ коралловых рифов. Голубой коралл — единственный представитель подкласса восьмилучевых кораллов, который образует массивный наружный известковый скелет. Помимо карбоната кальция в нём присутствуют соли железа, придающие материалу характерный голубой оттенок. Полированные фрагменты скелетов голубых кораллов используют для изготовления украшений.

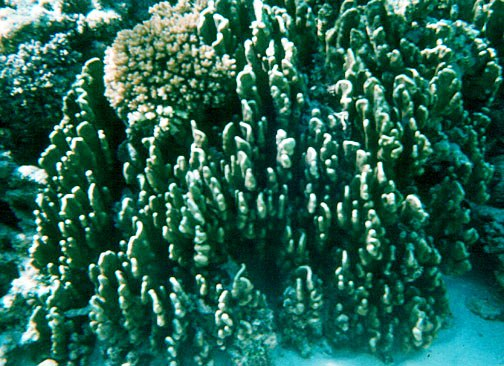
Живая колония

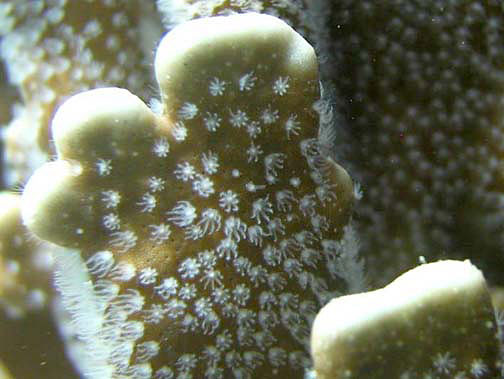
Крупный план полипов

## Строение

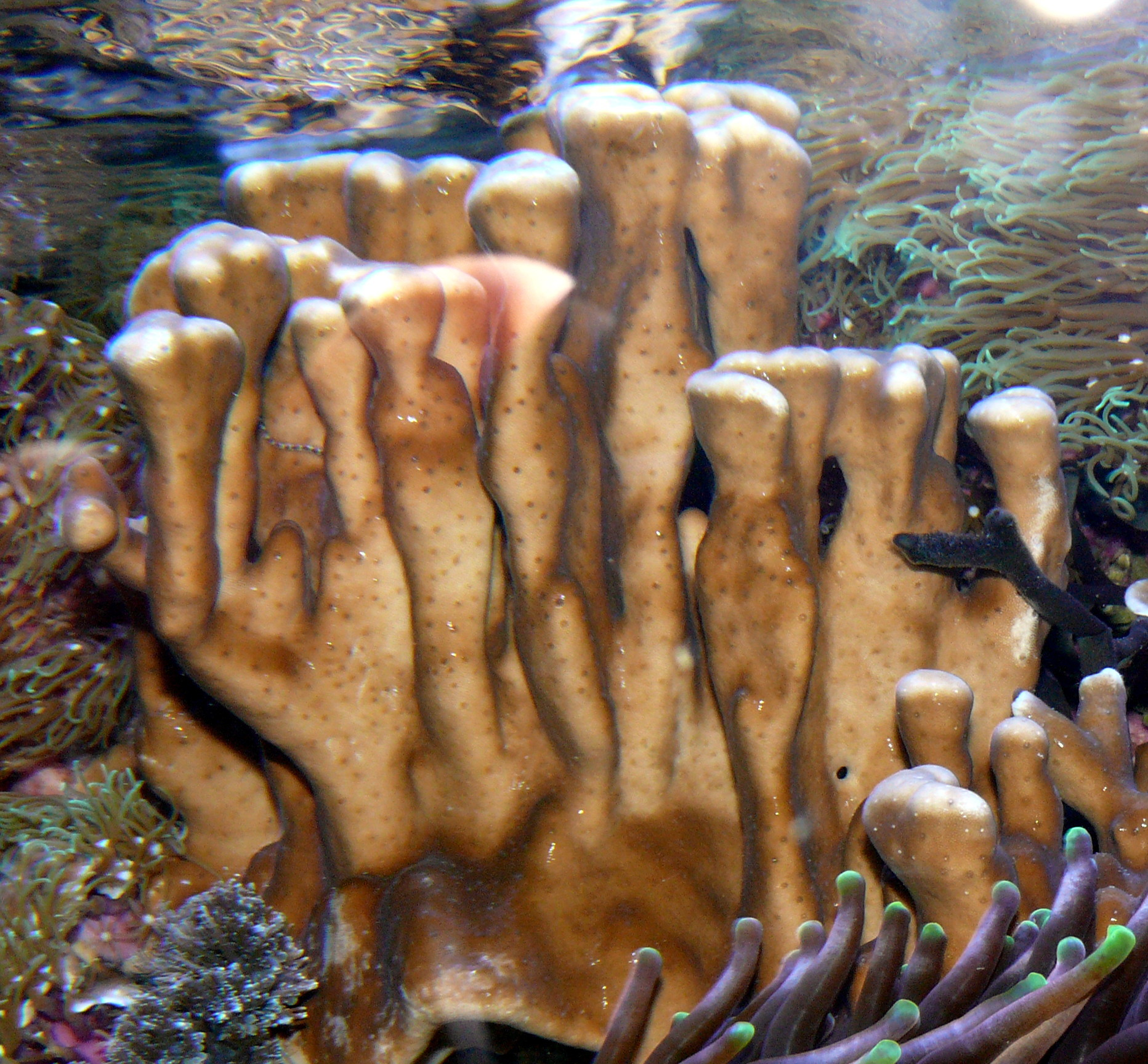

Голубые кораллы — колониальные организмы, тело которых распластано по выделяемому ими известковому скелету. При этом толщина живой части колонии не превышает нескольких миллиметров, тогда как размер наружного скелета может доходить до полуметра. В пределах колонии миниатюрные зооиды располагаются на некотором расстоянии друг от друга в особых чашевидных образованиях на поверхности скелета — кораллитах. Кишечники зооидов соединены между собой сетью пронизывающих общее тело колонии каналов — солений.
В клетках эпидермиса голубых кораллов обитают зооксантеллы — водоросли-симбионты, участвующие в образовании кристаллов арагонита, идущего на построение скелета. Для увеличения скорости роста скелетных структур, прилежащая к скелету поверхность тела колонии значительно увеличена в площади благодаря образованию многочисленных тонких пальцевидных выростов — дивертикулов.